# Nedda Casei
Nedda Casei (9. září 1935 Baltimore – 20. ledna 2020) byla americká mezzosopranistka.

## Život
Studovala u Williama Hermana, Vittoria Piccininiho, Loretty Corelli a na salcburském Mozarteu. Více než dvacet let byla první mezzosopranistkou Metropolitní opery v New Yorku a hostovala také na dalších operních scénách v USA, Kanadě, Evropě (milánská La Scala, neapolské Teatro San Carlo, Salcburk, Vídeň, Barcelona, Brusel, Praha), Japonsku, Austrálii a Jižní Americe.
Spolupracovala např. s dirigenty Leopoldem Stokowskim, Hansem Swarowskim, Leonardem Bernsteinem, Gianfrancem Rivolim, z českých umělců pak zejména s Martinem Turnovským, Milanem Munclingerem a jeho souborem Ars rediviva.
Proslula jako interpretka Mozartovy hudby. Za své interpretační umění byla vyznamenána řadou prestižních cen, mezi jinými „New York State Study Grant“ (v letech 1979, 1980, 1981) a „Martha Baird Rockefeller Foundation Award“ (1962-64).